# Провінція Тікудзен
Провінція Тікудзен (яп. 筑前国 — тікудзен но куні, «країна Тікудзен») — історична провінція Японії у регіоні Кюсю на сході острова Кюсю. Відповідає західній частині сучасної префектури Фукуока.

## Короткі відомості
Віддавна Тікудзен була складовою держави Цукусі (筑紫国), яка у 7 столітті була поділена яматоськими монархами на дві адміністративні одиниці — Тікуґо (筑後, «заднє Цукусі») і Тікудзен (筑前, «переднє Цукусі»). Провінціальний уряд Тікудзен розміщувався на території сучасного міста Дадзайфу.
Провінція Тікудзен була японським «вікном в Азію». У місті Дадзайфу розміщувалися палаци для прийому іноземних посольств. Тікудзен була також центром східно-азійської торгівлі, особливо після зведення у 1161 році величезного штучного порту у місті Хаката під проводом Тайри но Кійоморі.
У 13 столітті провінцією керував рід Сьоні. Саме за його управління Тікудзен зазанала монгольських вторгнень у 1274 і 1281 роках. Перемога над агресорами дала змогу Сьоні протриматися як голові провінції аж до середини 15 століття, коли його володіння були поглинуті родом Оуті.
У середні віки центральне місто провінції — Хаката, була не лише важливим торговим центром. Місто мало цілий квартал, де проживали китайські контрабандні купці і японські пірати.
У 16 столітті провінція Тікудзен була захоплена родом Рюдзодзі, а згодом — християнською самурайською родиною Курода.
У період Едо (1603—1867) провінцію Тікудзен продовжували контролювати Курода, які під тиском центральної влади змінили віру на буддизм. Їх володіння були розділені на три хан — основний Фукуока-хан і його дочірні утворення Акідзукі-хан та Торендзі-хан.
У результаті адміністративної реформи 1871 року, провінція Тікудзен була перетворена у префектури Фукуока.

## Повіти
- Ґедза 下座郡
- Дзьодза 上座郡
- Іто 怡土郡
- Кама 嘉麻郡
- Касуя 糟屋郡
- Курате 鞍手郡
- Мікаса 御笠郡
- Мунаката 宗像郡
- Мусірода 席田郡
- Нака 那珂郡
- Онґа 遠賀郡
- Савара 早良郡
- Сіма 志摩郡
- Хонамі 穂波郡
- Ясу 夜須郡